# 東谷山

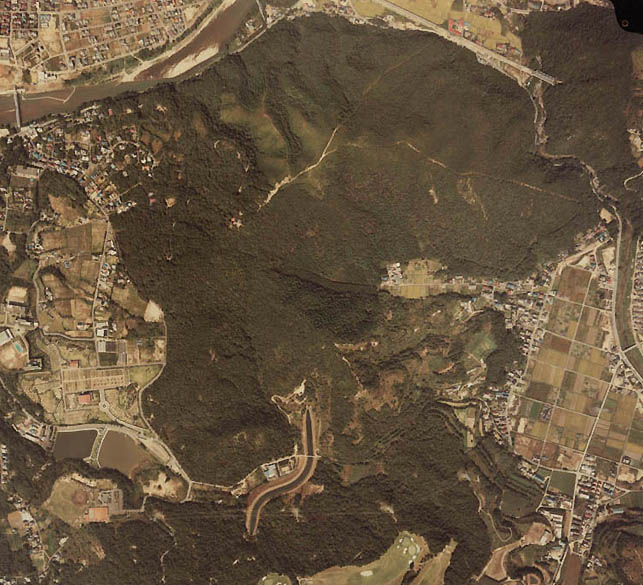
東谷山の南部を撮影した1982年度（昭和57年度）の航空写真。写真上部を流れる川は庄内川。写真下部を流れるのは愛知用水。

東谷山（とうごくさん）は、愛知県名古屋市守山区と瀬戸市との境界にある標高198メートルの名古屋市最高峰の山。

## 概要
古来より信仰を集めた霊山。山頂には延喜式記載の古社である尾張戸神社があり、尾張国造尾張氏の本貫地、また熱田神宮の奥の院として古来より信仰を集めた。また山内・山麓には尾張戸神社古墳・中社古墳・南社古墳・白鳥塚古墳など、東谷山古墳群・上志段味古墳群と総称される尾張地区最大規模の古墳群が存在する。『尾張名所図会』によると、下水野村にあり、尾張戸の神を鎮まります、山なので古くは「尾張山」と呼ばれていたが、尾張の国名を表する「当国（當国）」の地名の由来から「当国（當国）山（とうごくやま）」と呼び替えるようなり、後にこれが転じて、現在の「東谷山」へと書き表す様になったとされる。
『東春日井郡誌』によるとヤマトタケル伝説があり、ヤマトタケルが伊吹山の賊を征伐に行く途中に蛇に足を噛まれ、傷口を川で洗っていたところ、一羽の白鳥が現れ、ヤマトタケルが尾張に連れて行ってくれと白鳥に頼み、東谷山の麓に着いたところで白鳥が死んだため、ヤマトタケルがその場所に白鳥の墓を建てたと伝わり、その場所が白鳥塚古墳であると言う。
南山麓には森林浴の森100選に選定されている愛知県森林公園の丘陵地がある。名古屋市内で東山公園と同様に多くの自然が残る里山で、2010年（平成22年）4月には国の特別天然記念物であるニホンカモシカの生息が確認された。山頂には三階建ての展望台が設けられている。

## 東谷山フルーツパーク
南西山麓には東谷山フルーツパークがある。

## 遊歩道
- 尾張戸神社東参道（瀬戸市道参詣線）
  - 東側から山頂の尾張戸神社へ至る。

- 尾張戸神社表参道（名古屋市道東谷表参道線）
  - 南側から山頂の尾張戸神社へ至る。所要時間徒歩で約30分。

- 東谷山散策道
  - 山頂までは東谷山フルーツパークの第一駐車場付近から約750メートル、所要時間徒歩で約30分。

- 尾張戸神社裏参道（名古屋市道東谷裏参道線）
  - 北西側から山頂に至る[2][4][5]。

## ギャラリー

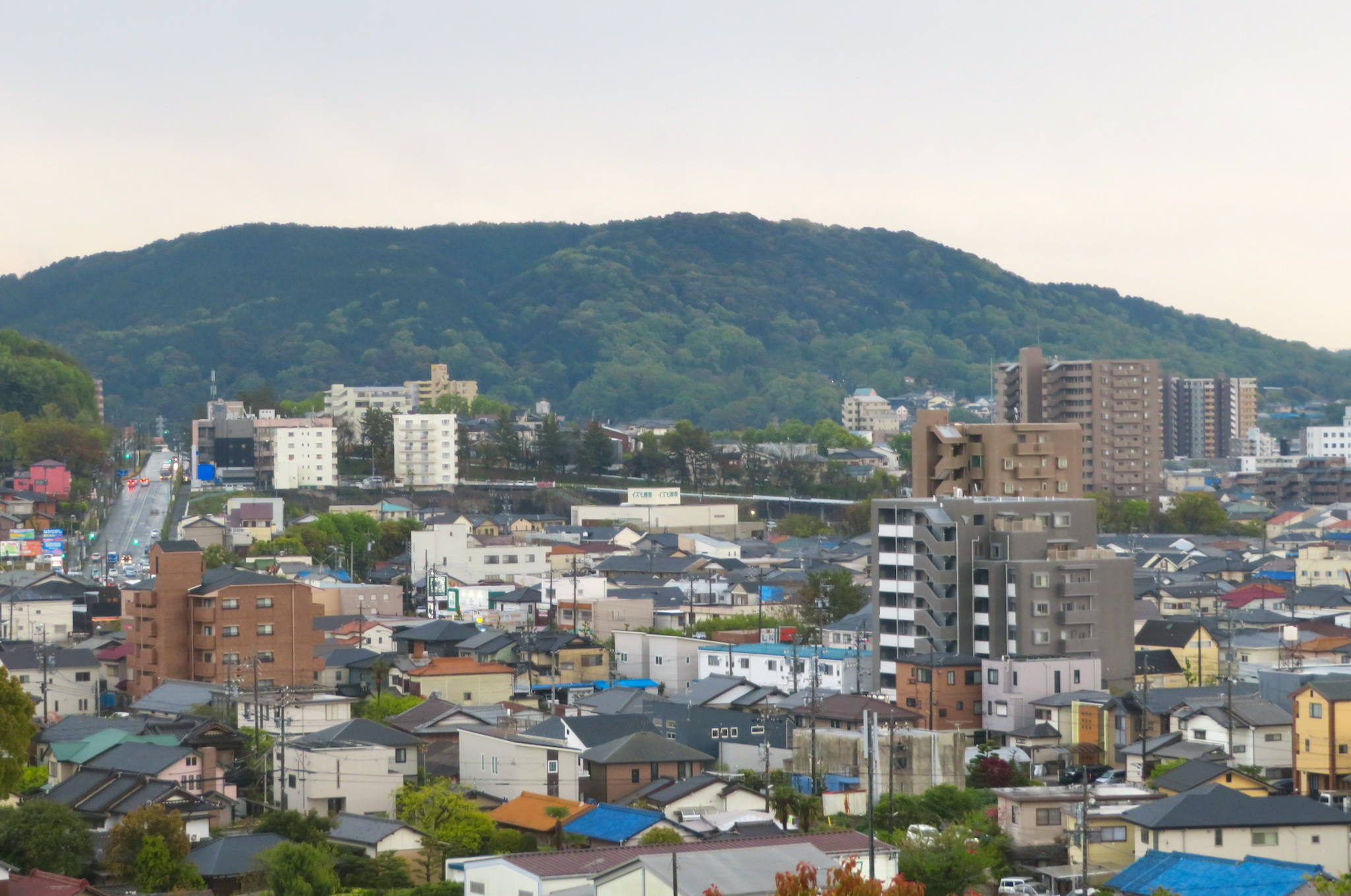
博望公園（春日井市白山町）より東谷山を望む。 （2020年（令和2年）4月）
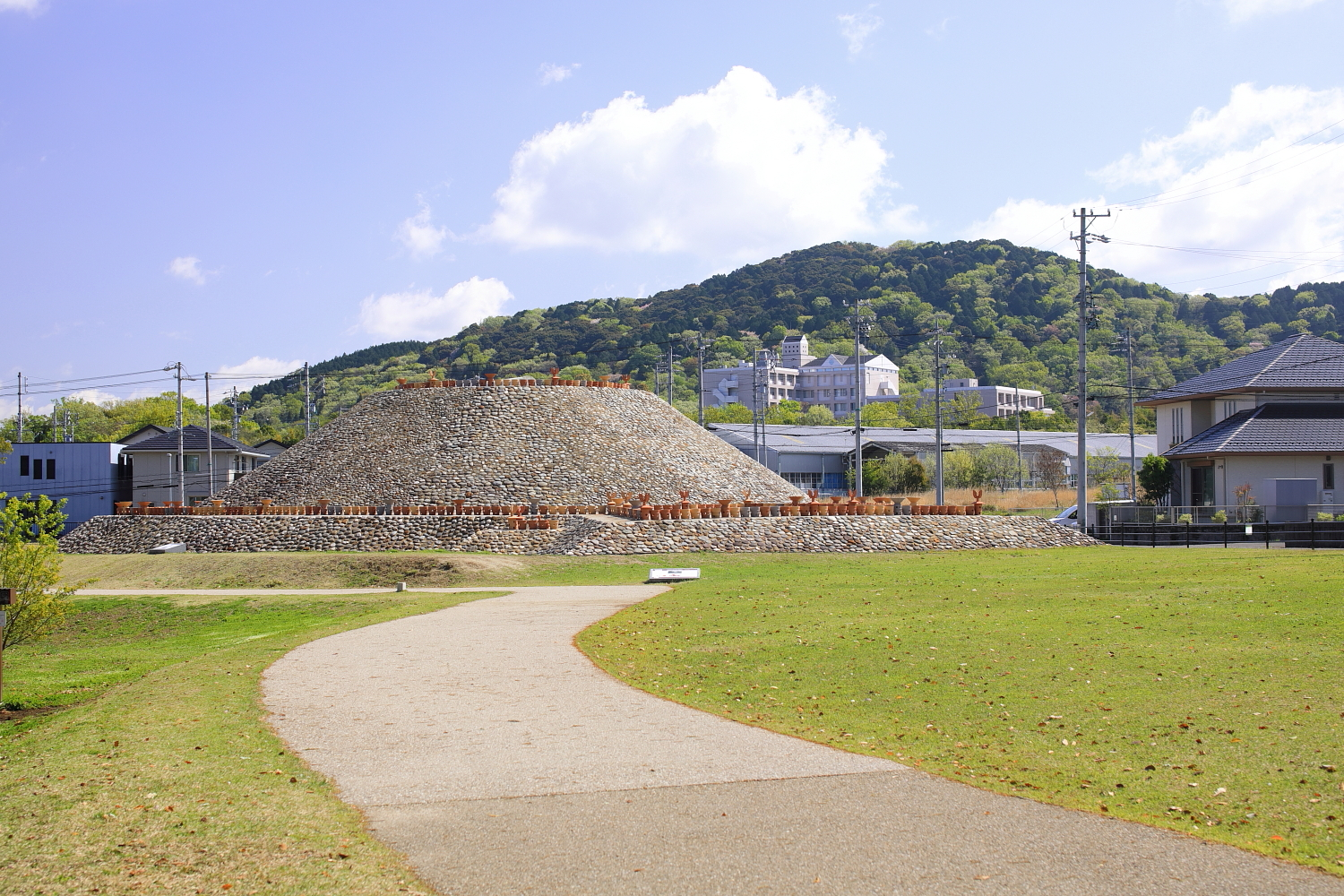
志段味大塚古墳と東谷山。 （2021年（令和3年）4月）
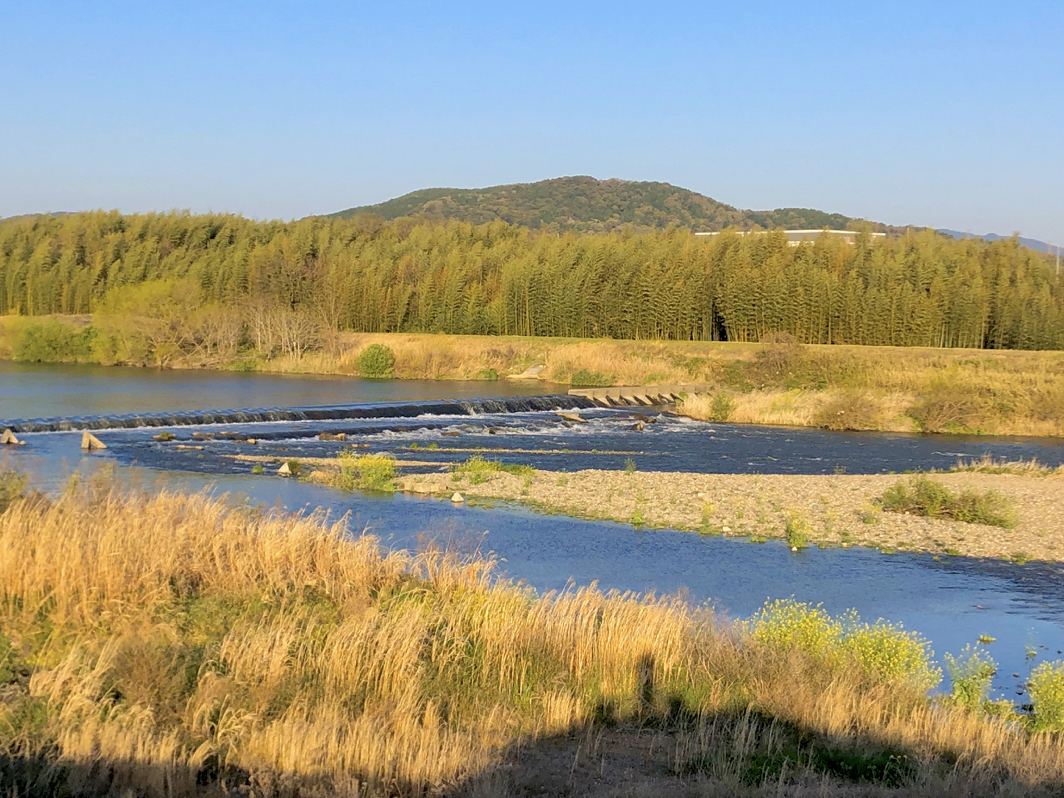
庄内川と東谷山。 （2019年（平成31年）4月）
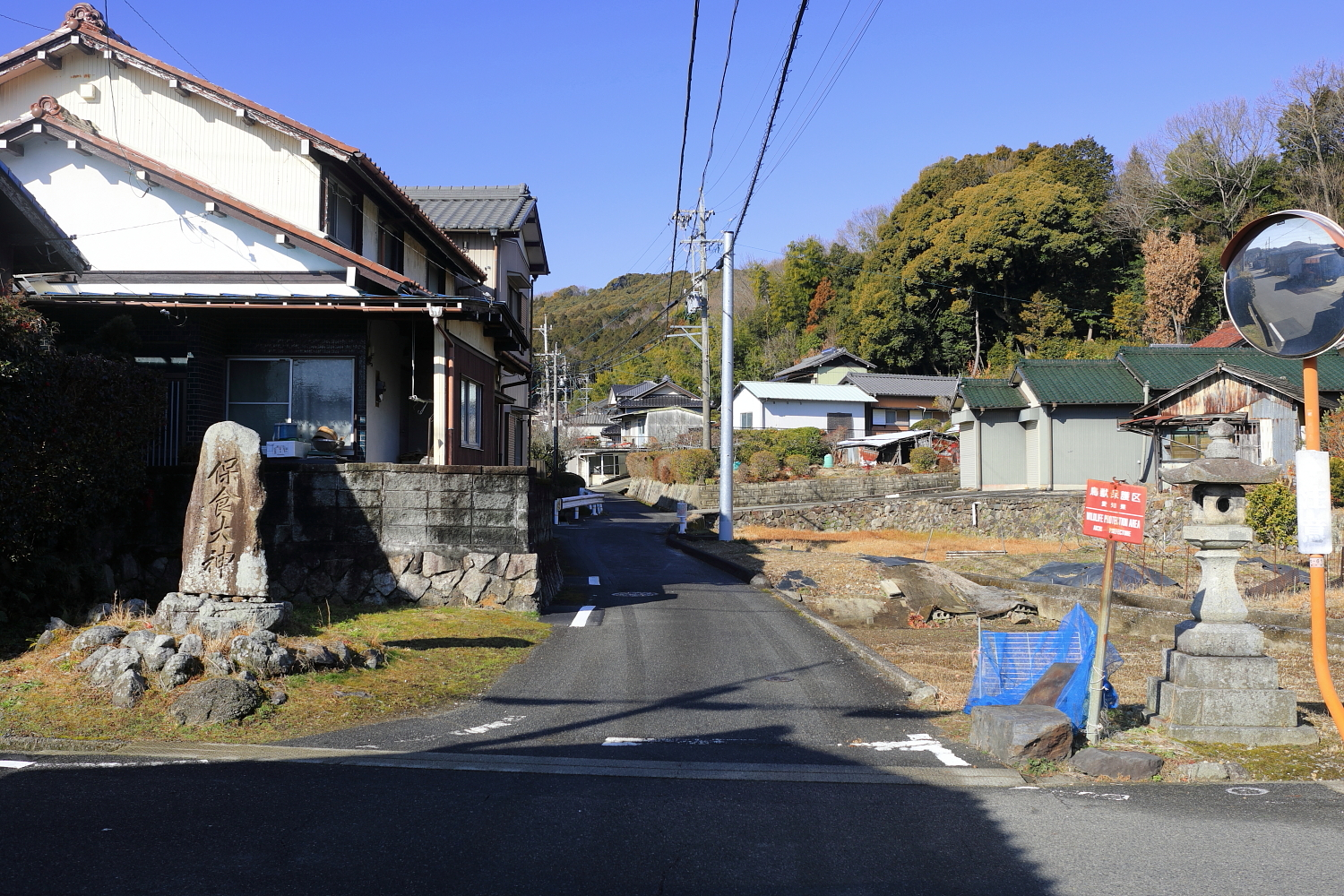
尾張戸神社東参道入口。 （2022年（令和4年）2月）
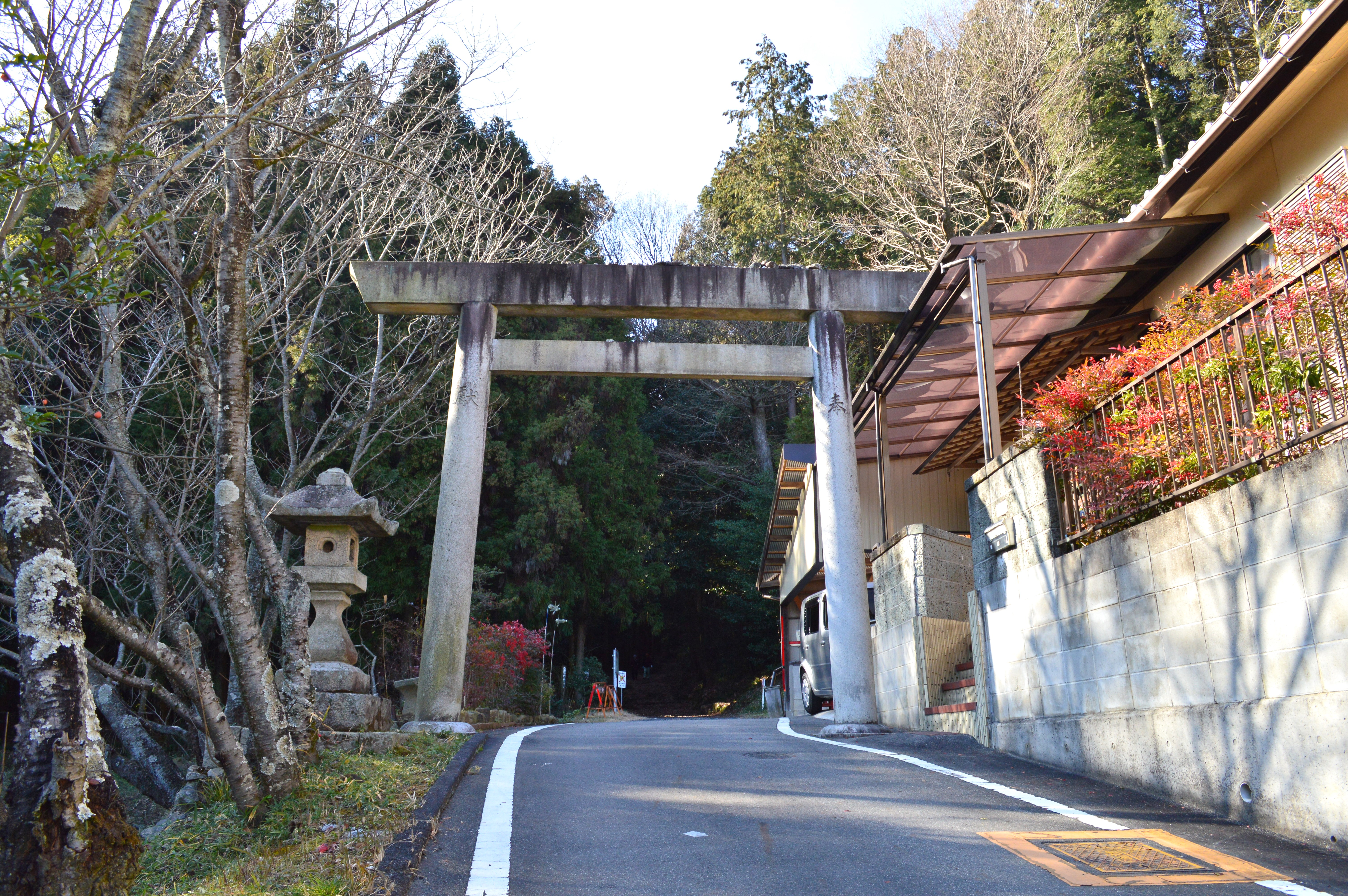
尾張戸神社東鳥居。 （2014年（平成26年）1月）
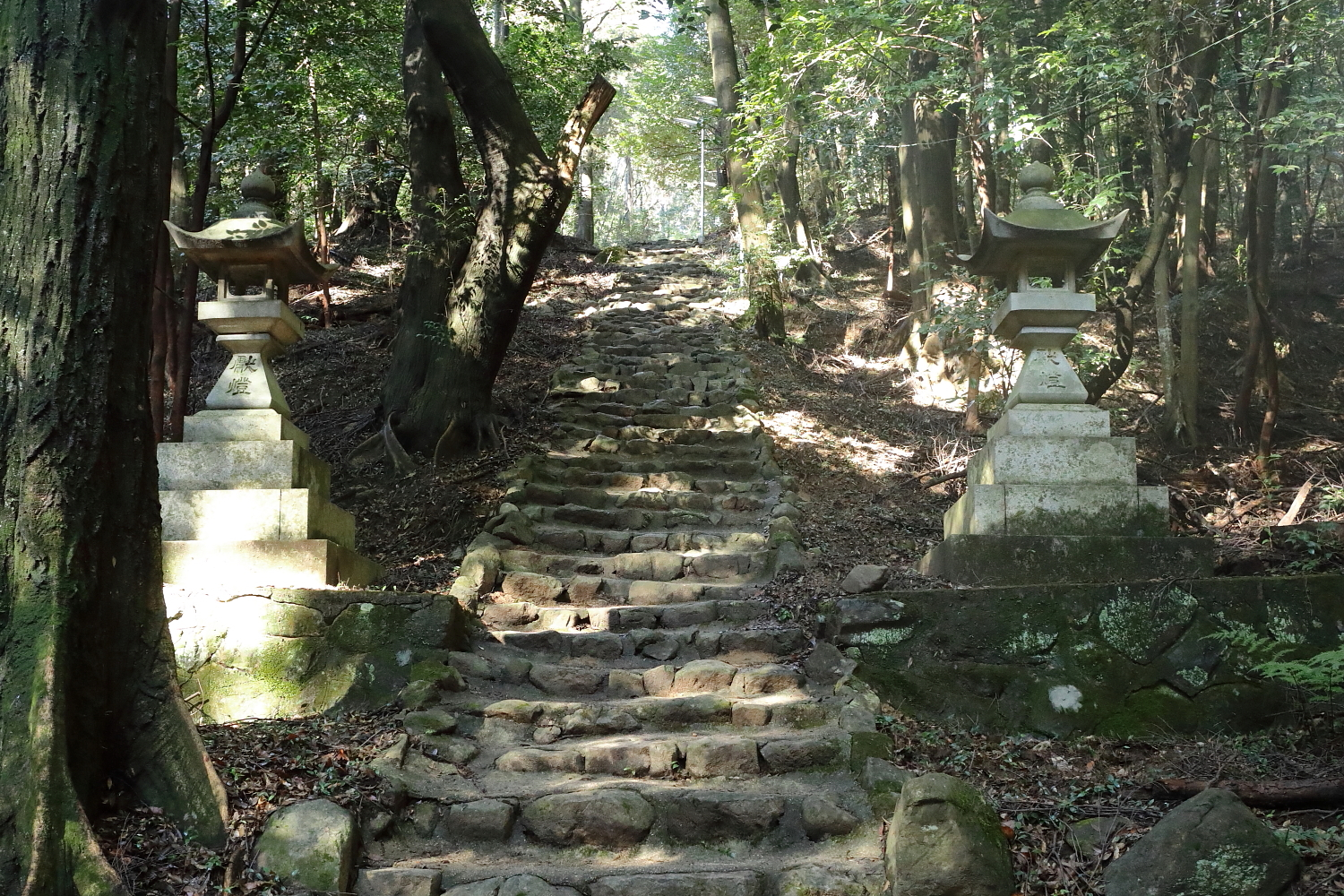
尾張戸神社東参道。 （2022年（令和4年）2月）
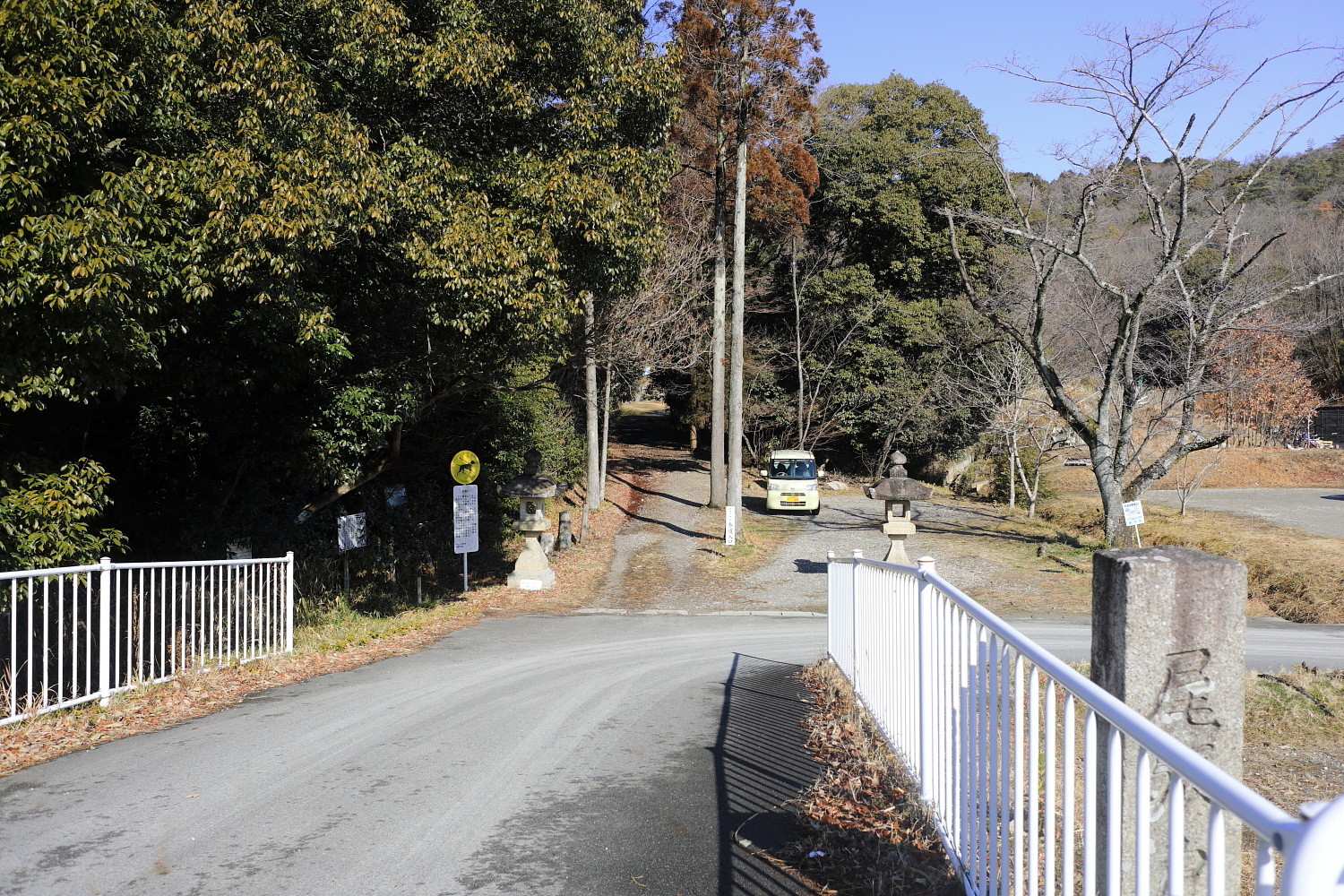
尾張戸神社表参道入口。 （2022年（令和4年）2月）
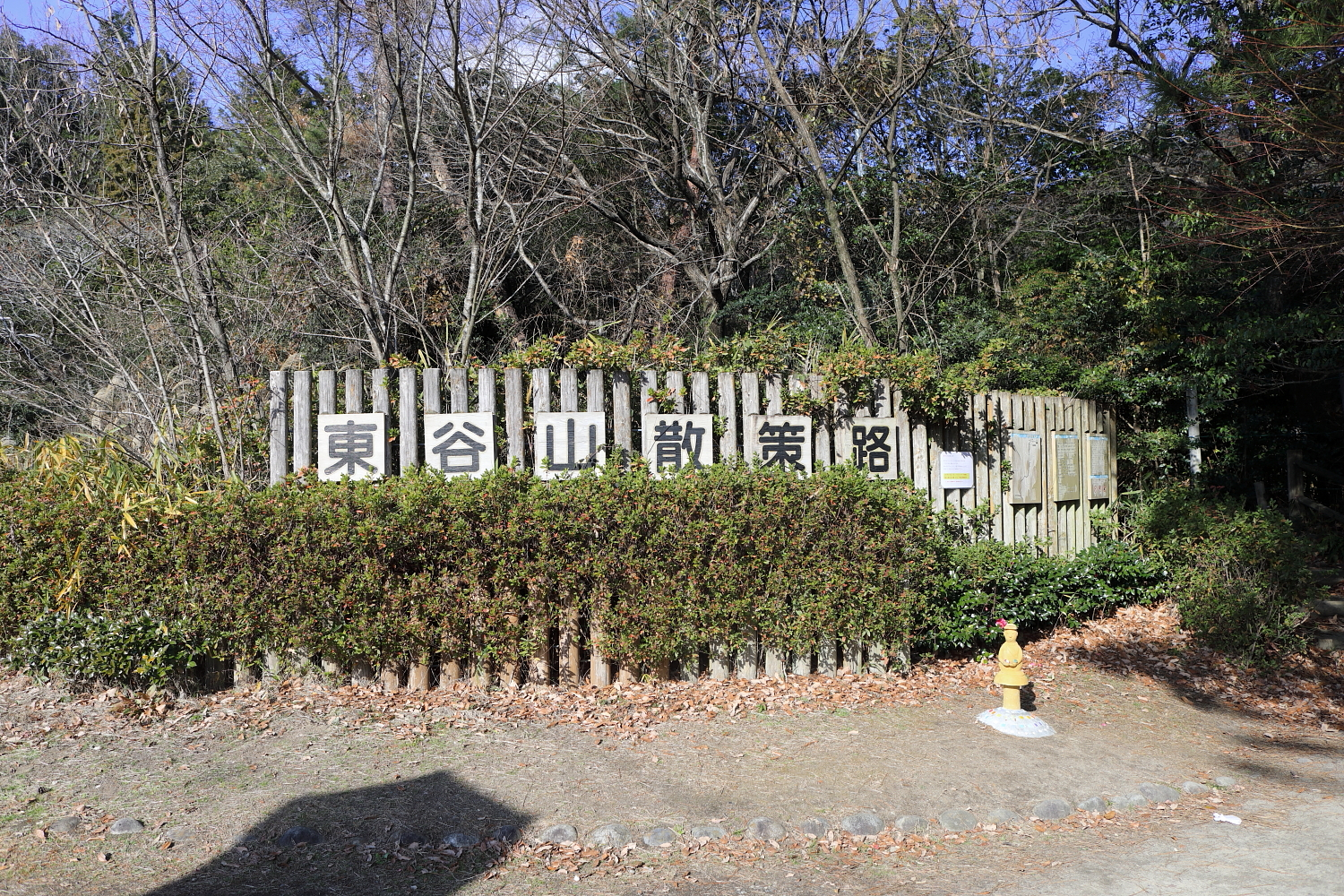
東谷山散策路入口。 （2021年（令和3年）1月）
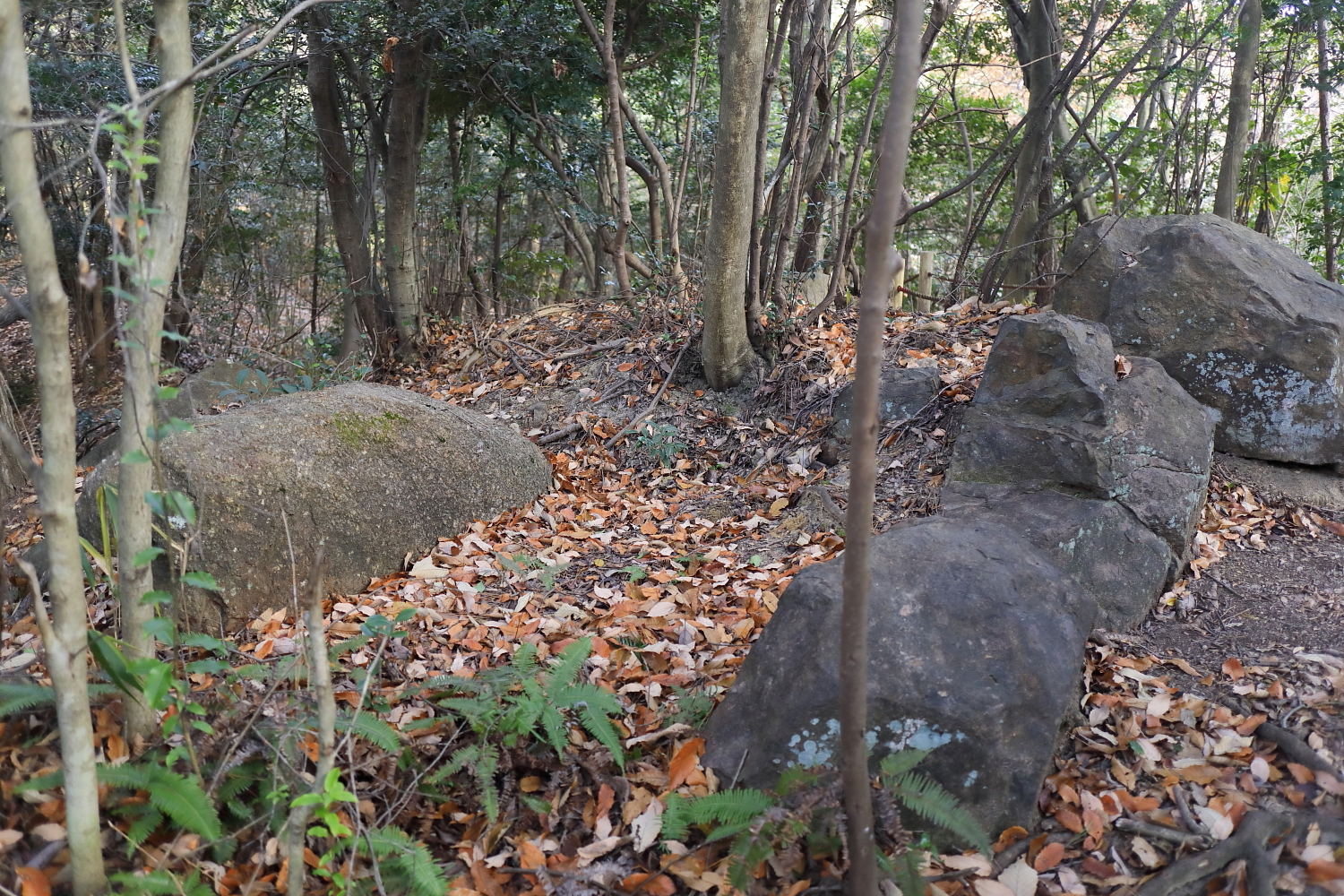
東谷山27号墳 （2021年（令和3年）1月）
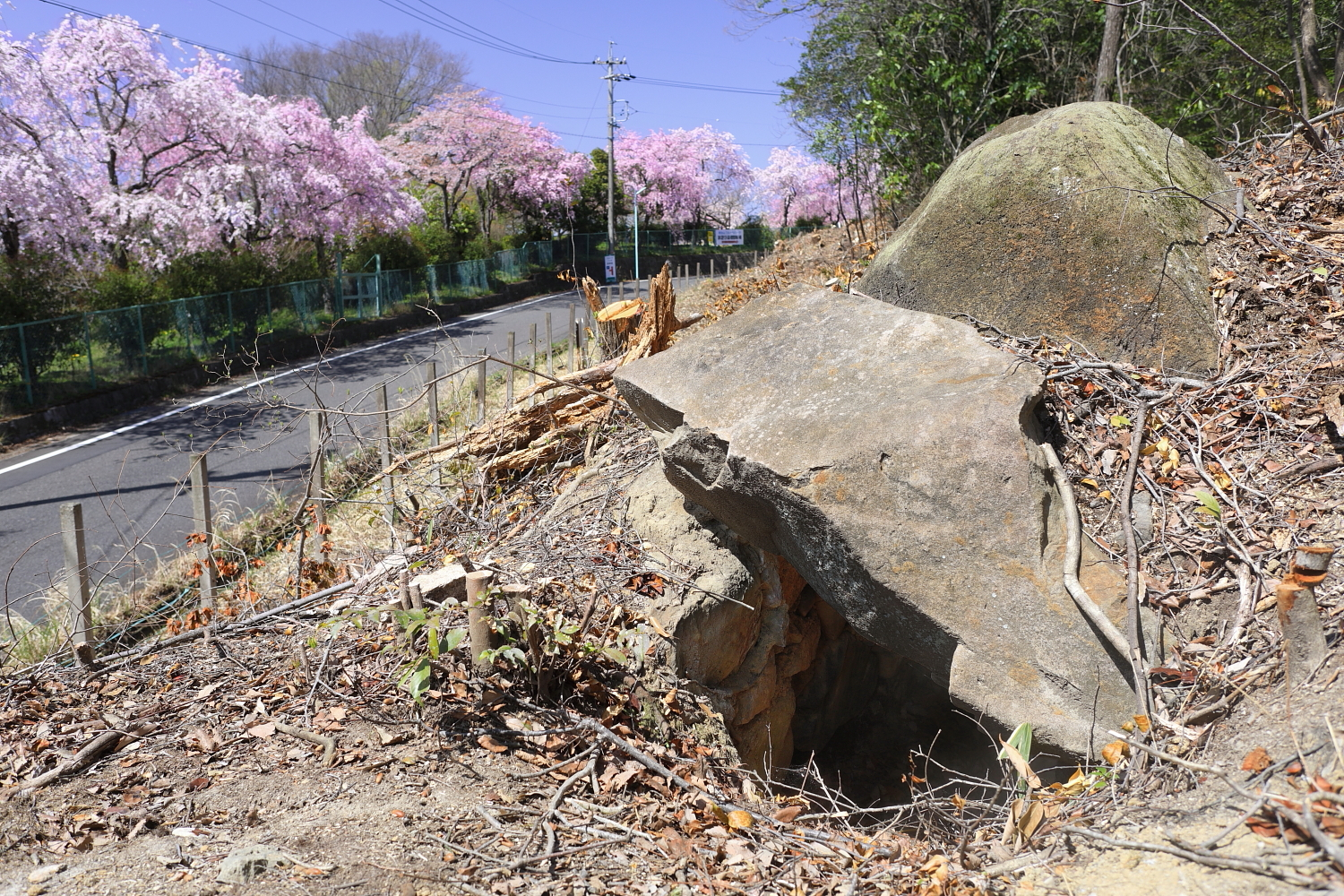
東谷山28-A号墳 （2022年（令和4年）4月）
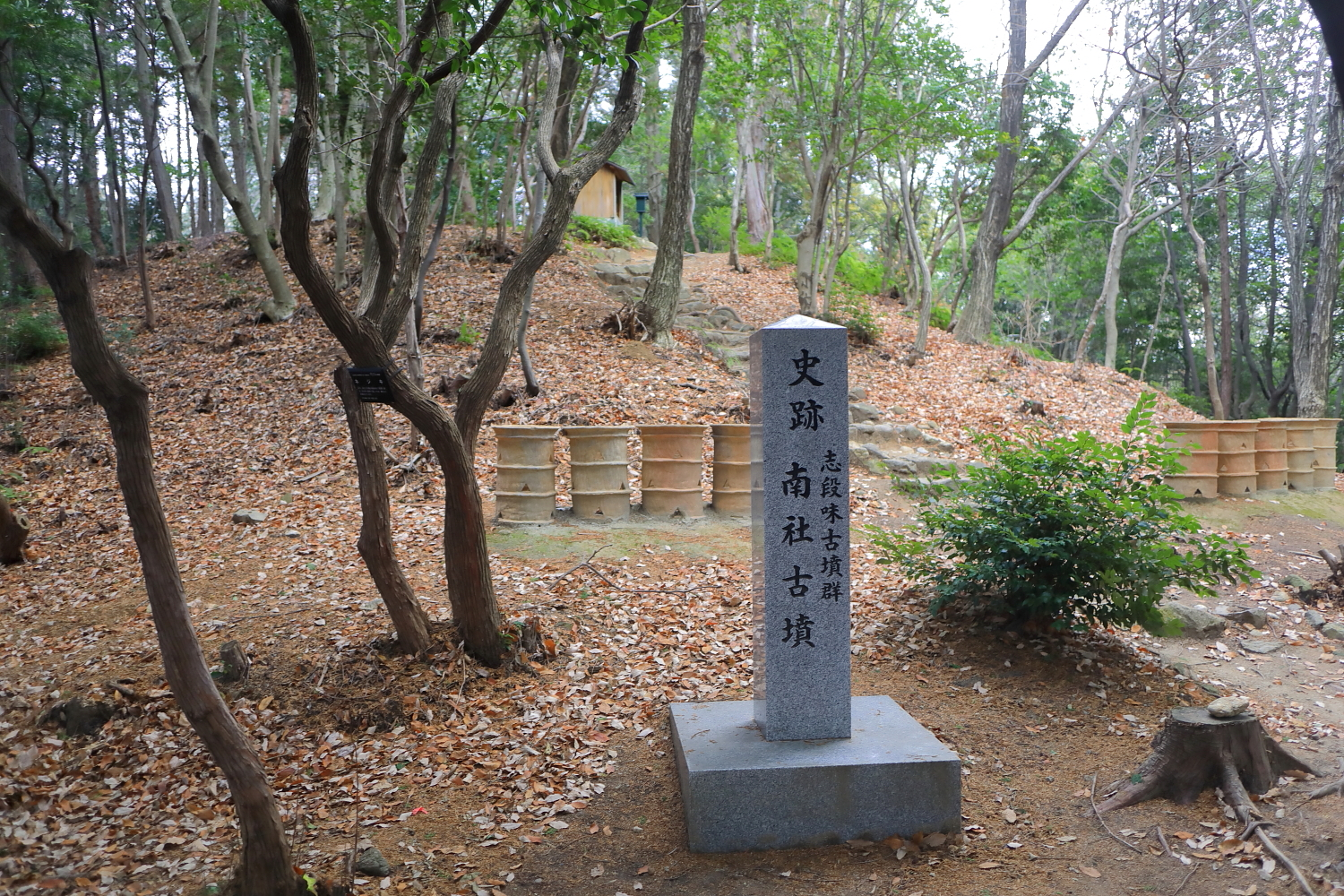
南社古墳 （2021年（令和3年）1月）
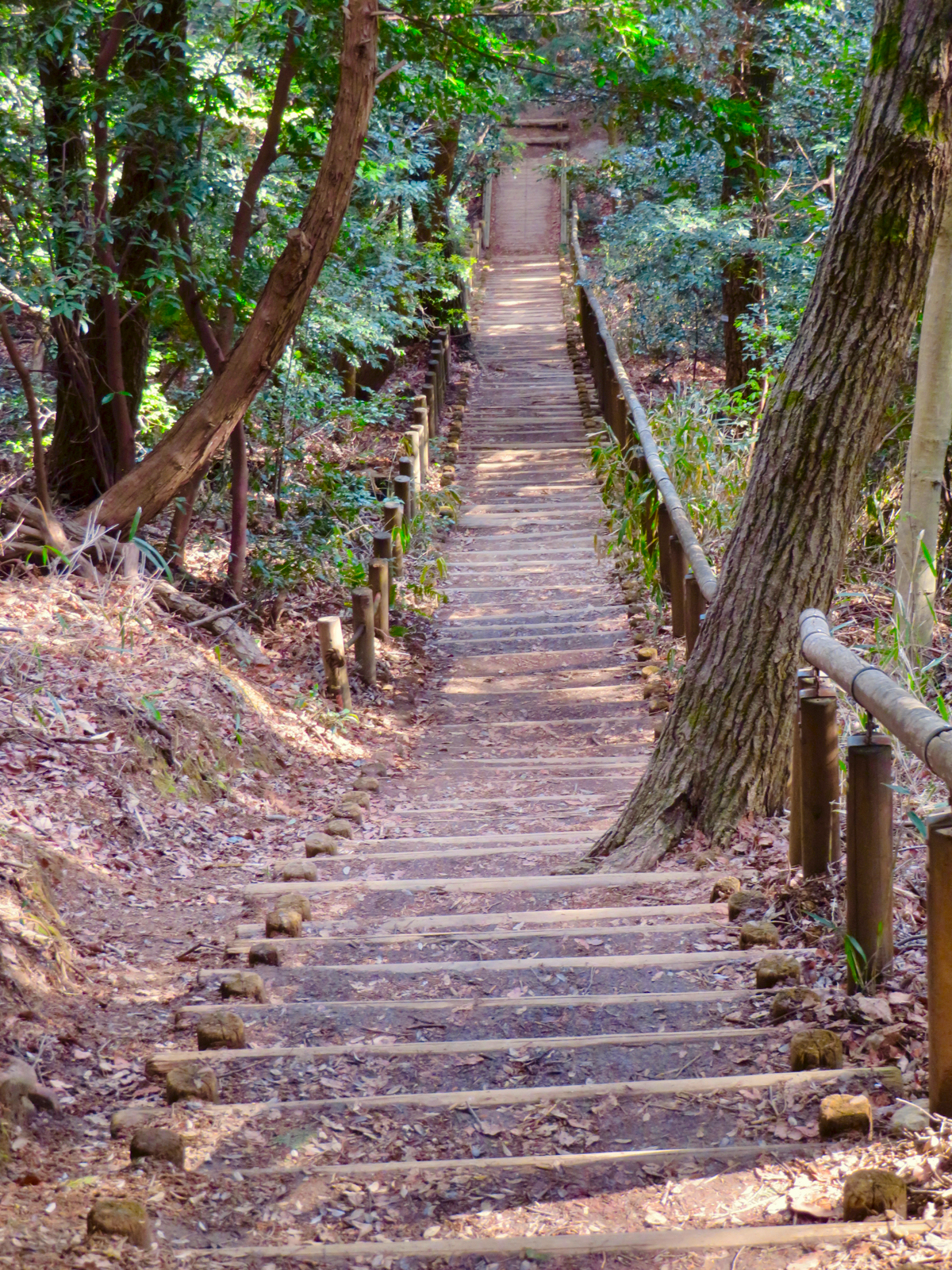
東谷山散策路。 （2019年（平成31年）4月）
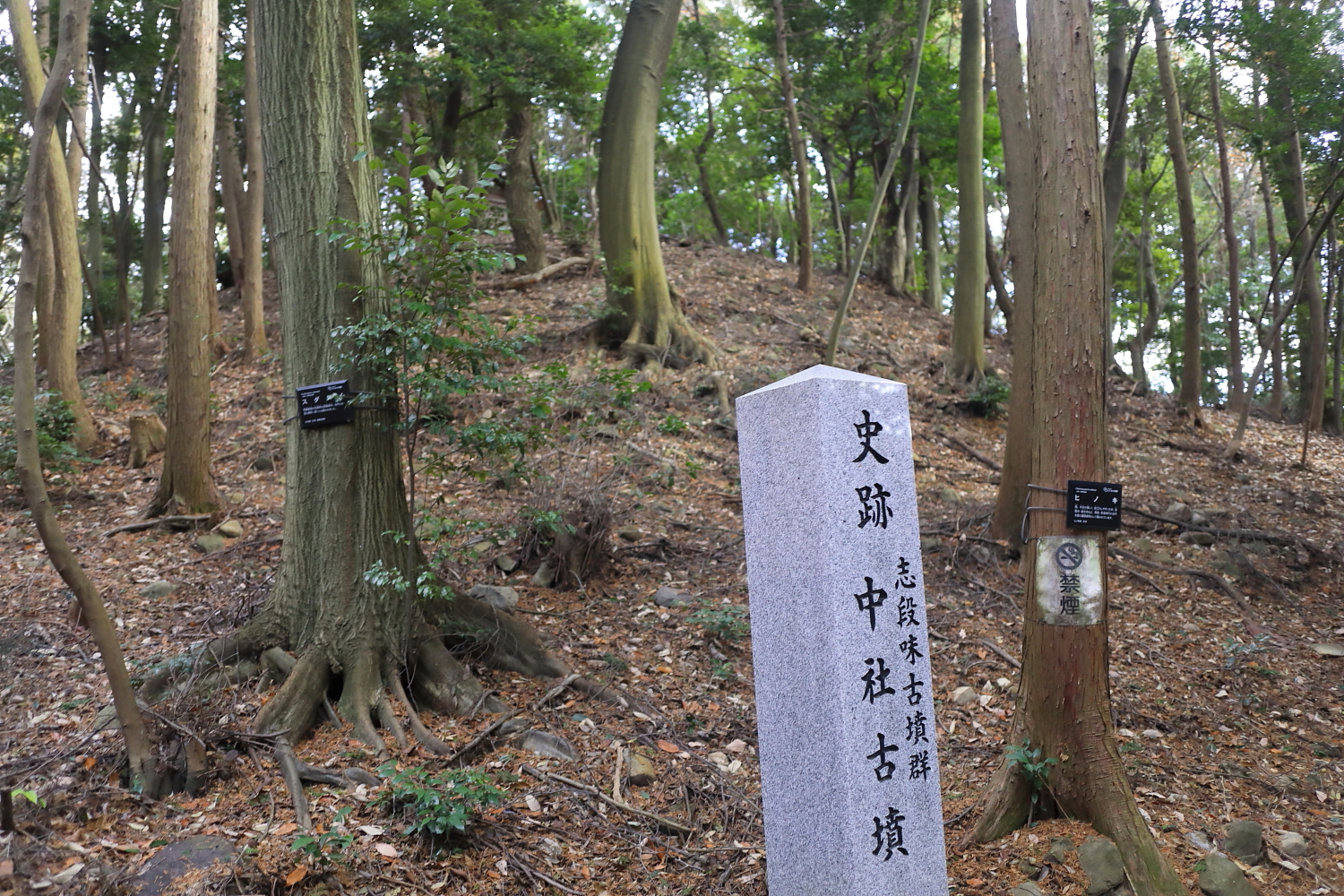
中社古墳 （2021年（令和3年）1月）
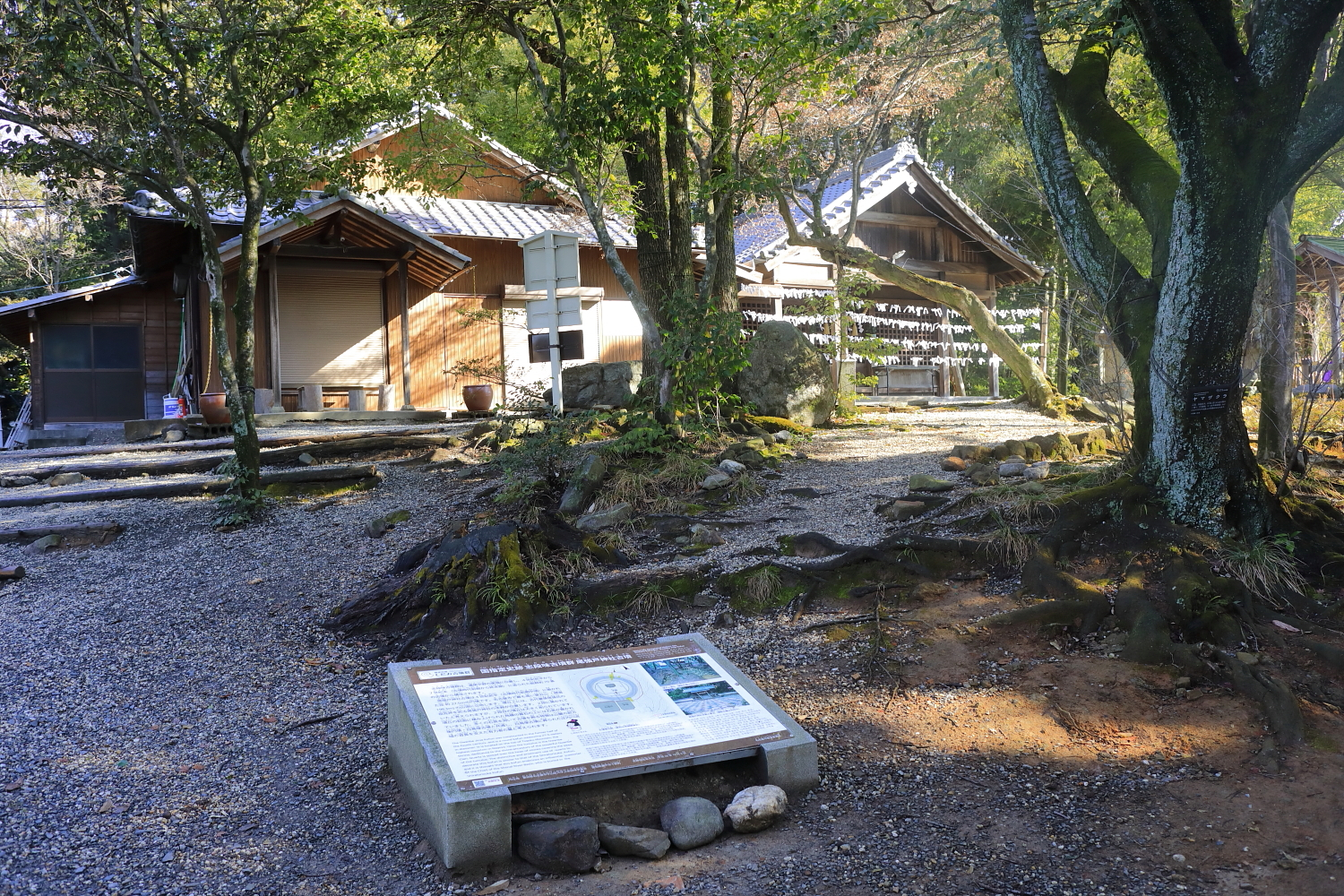
山頂付近 （2022年（令和4年）2月）
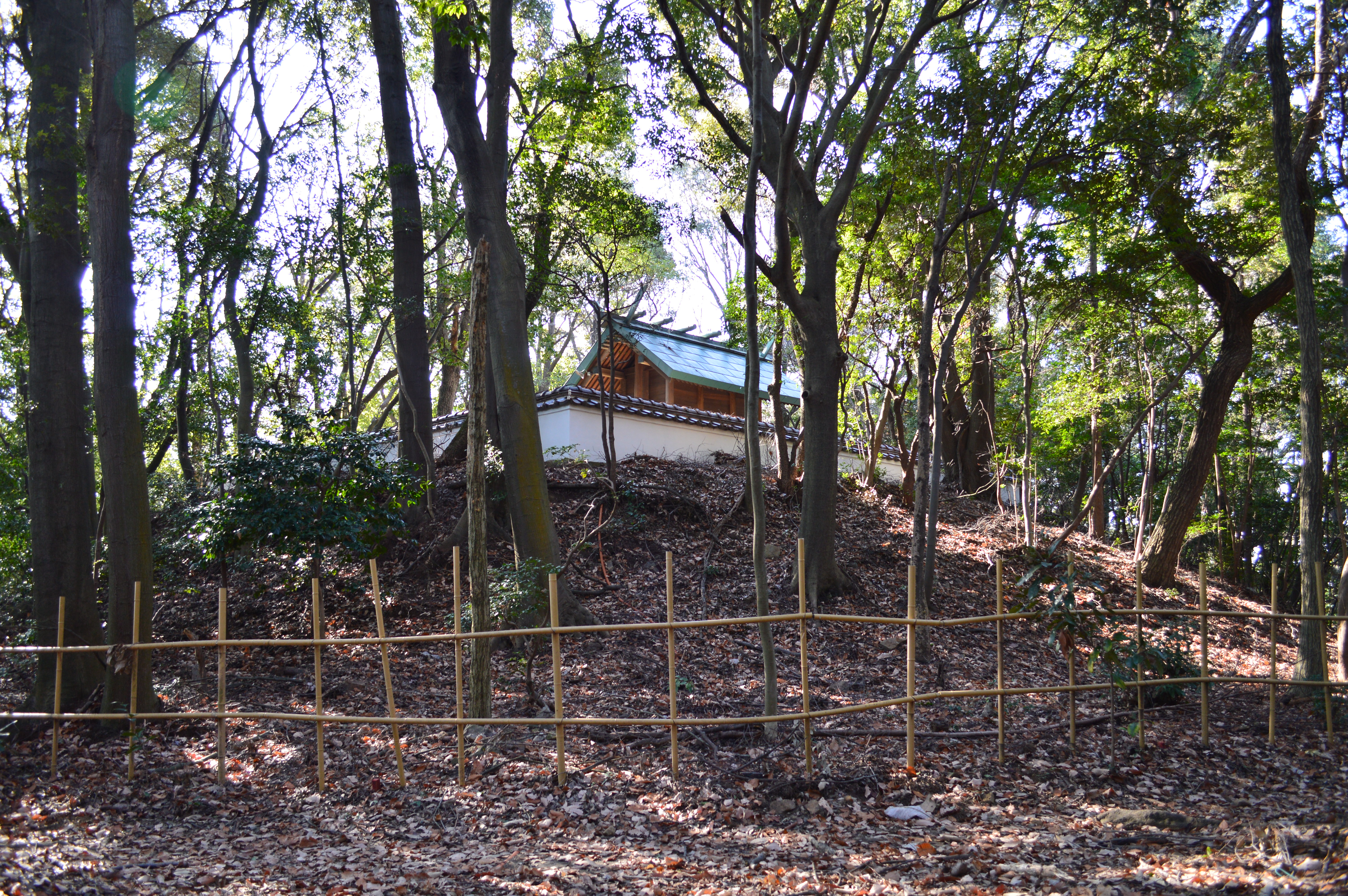
尾張戸神社古墳 （2014年（平成26年）1月）
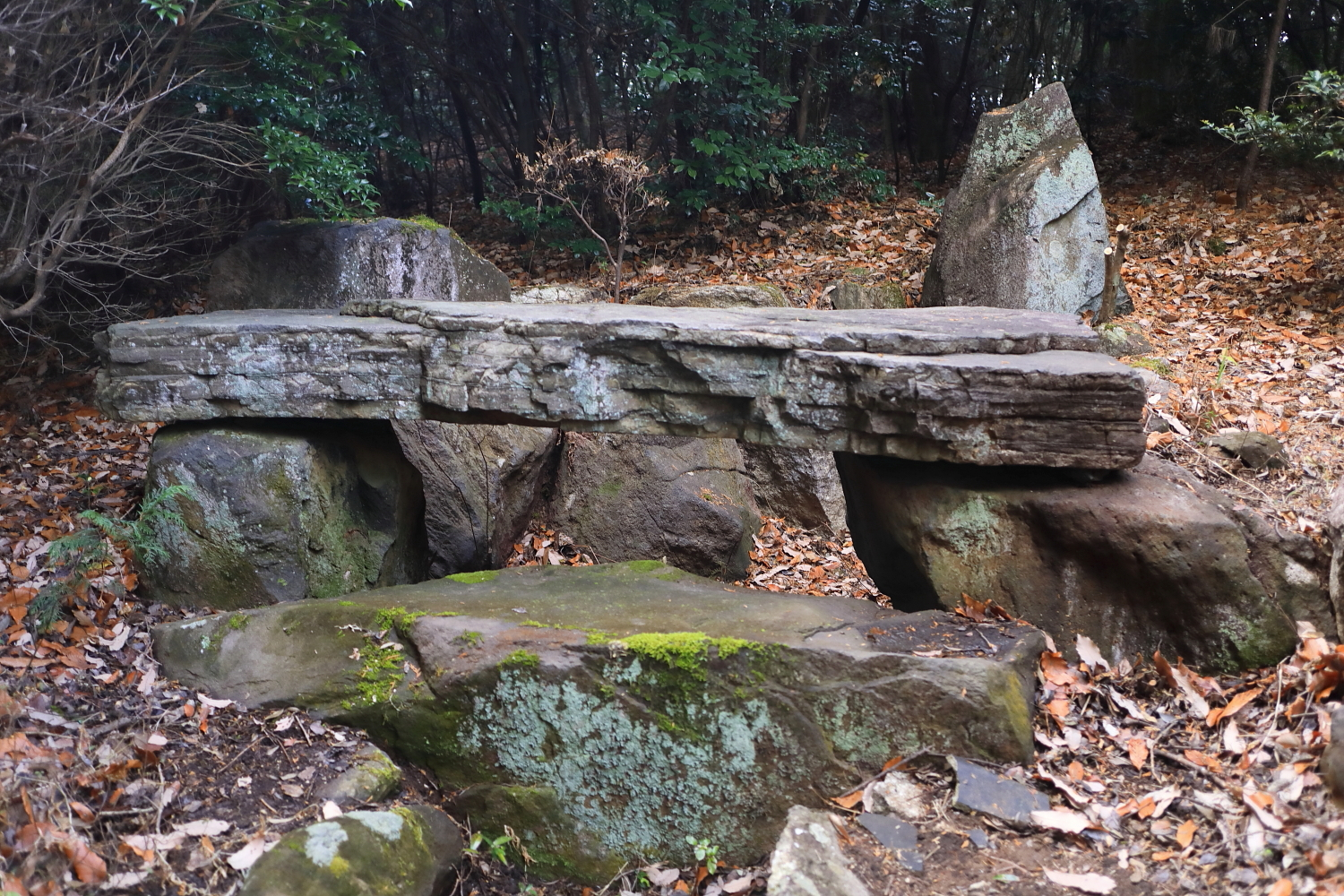
ストーンテーブル （移築した東谷山3号墳）（2021年（令和3年）1月）
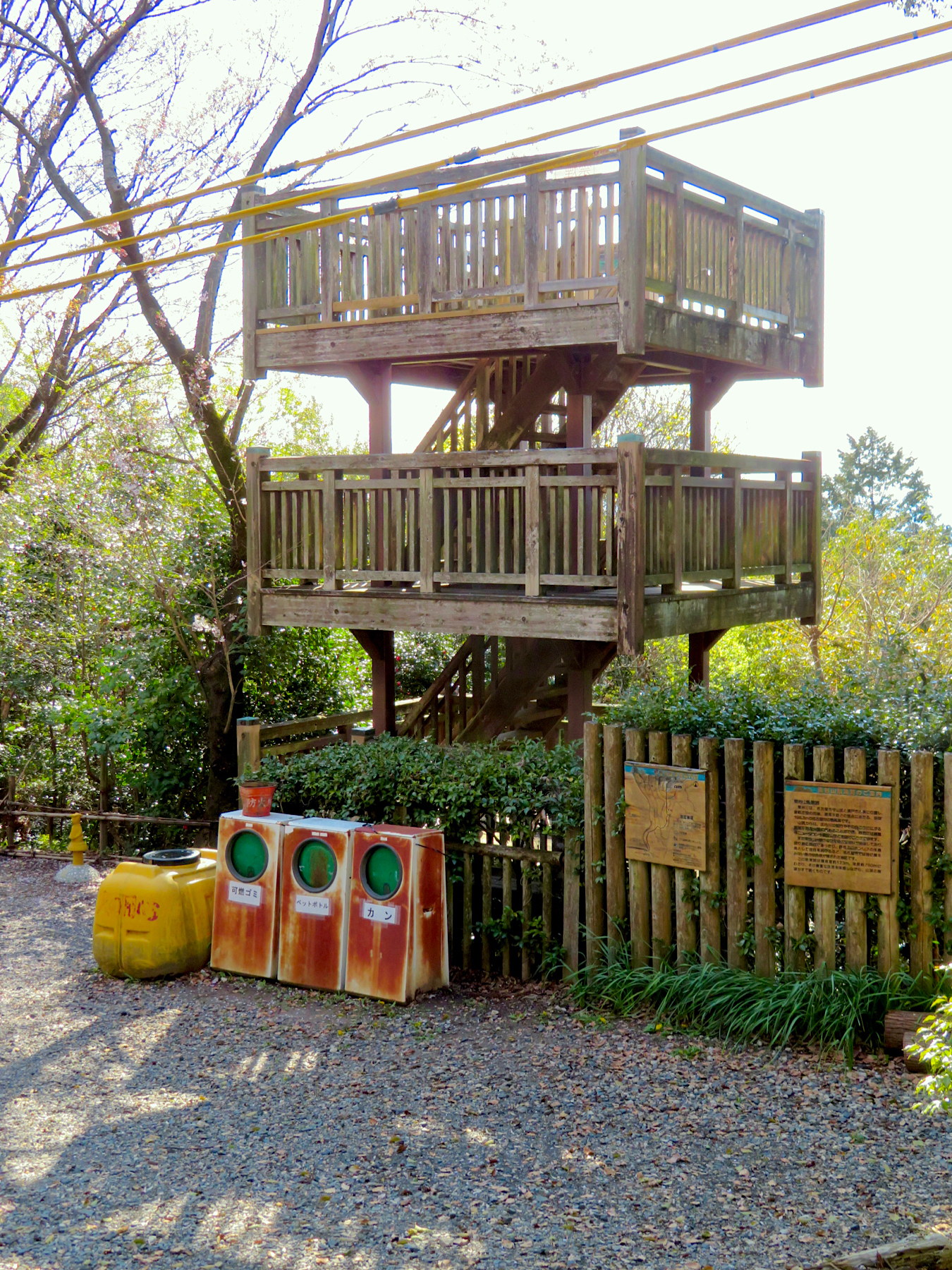
山頂西側にある東谷山展望台。 （2019年（平成31年）4月）
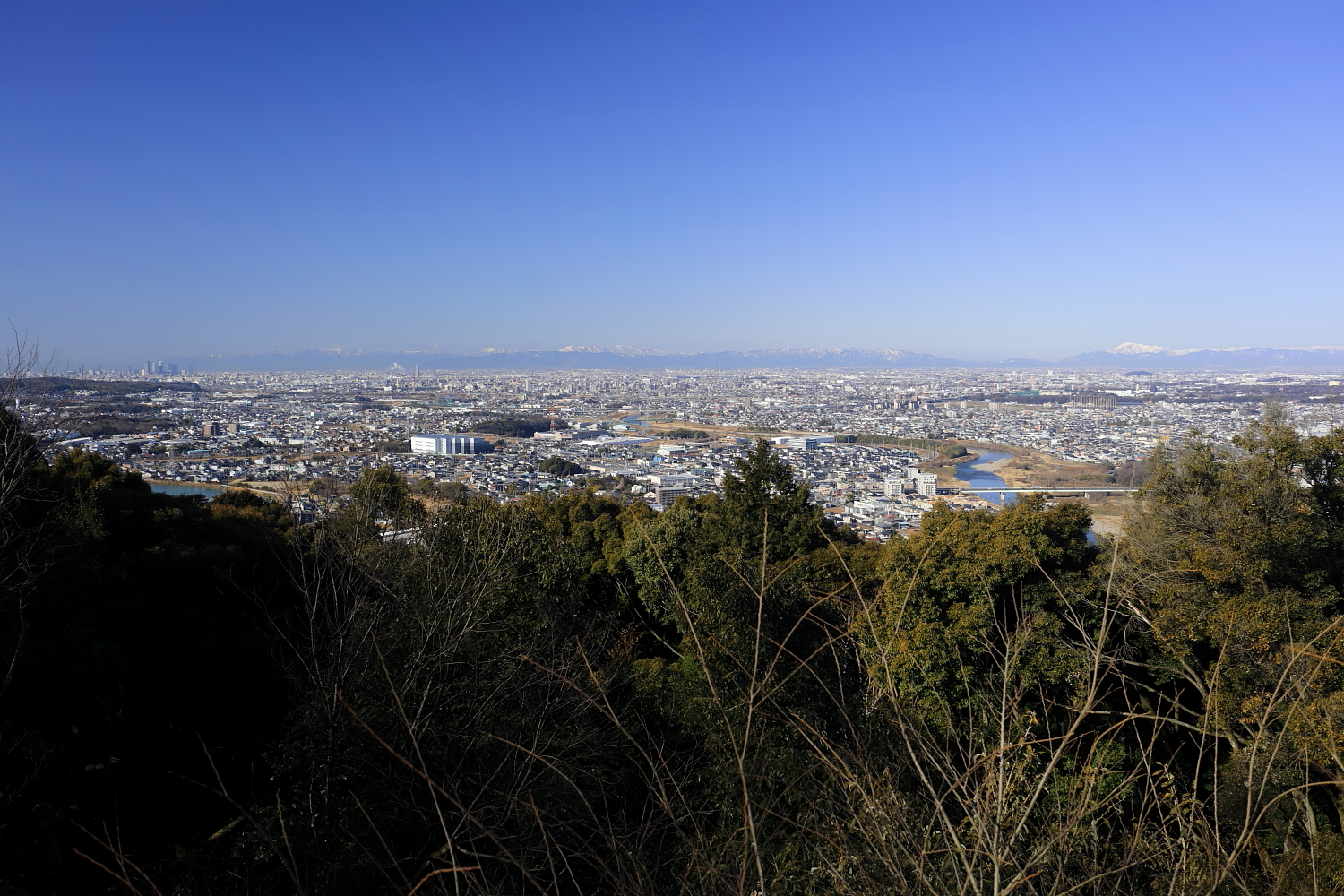
東谷山展望台より濃尾平野を望む。 （2022年（令和4年）2月）
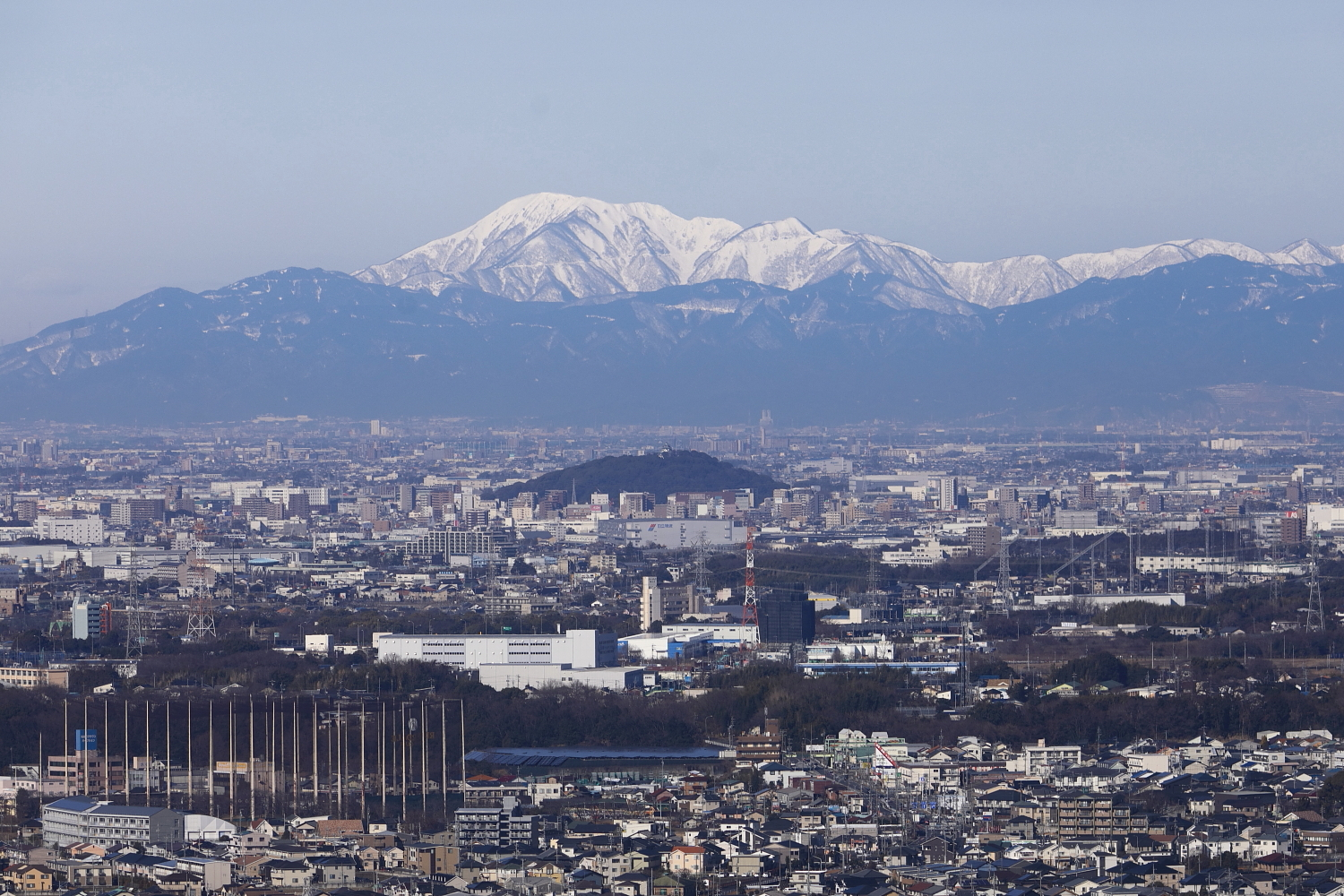
東谷山展望台より伊吹山（画像中央奥）と小牧山（画像中央手前）を望む。 （2022年（令和4年）2月）
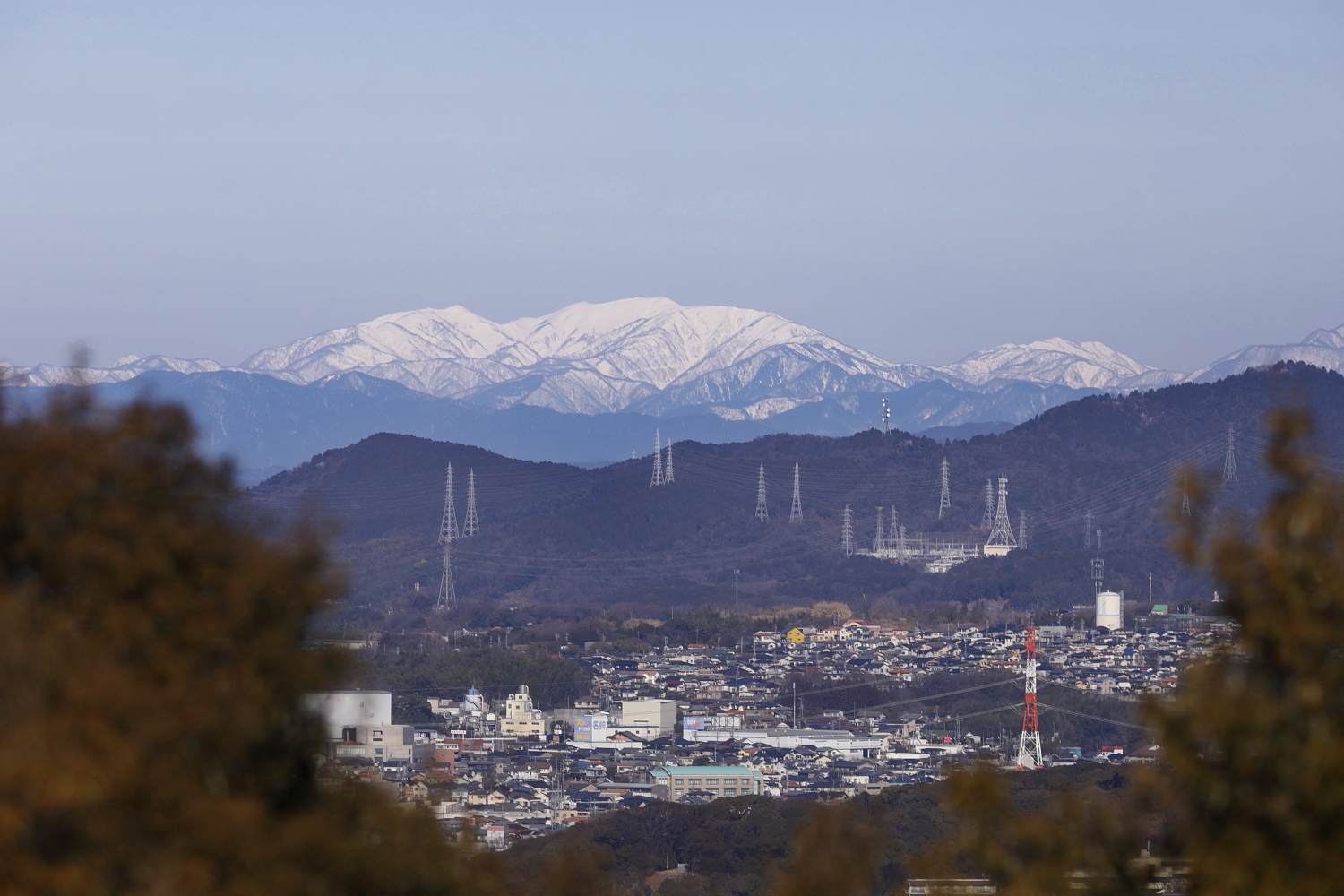
東谷山展望台より能郷白山（画像中央奥）を望む。 （2022年（令和4年）2月）
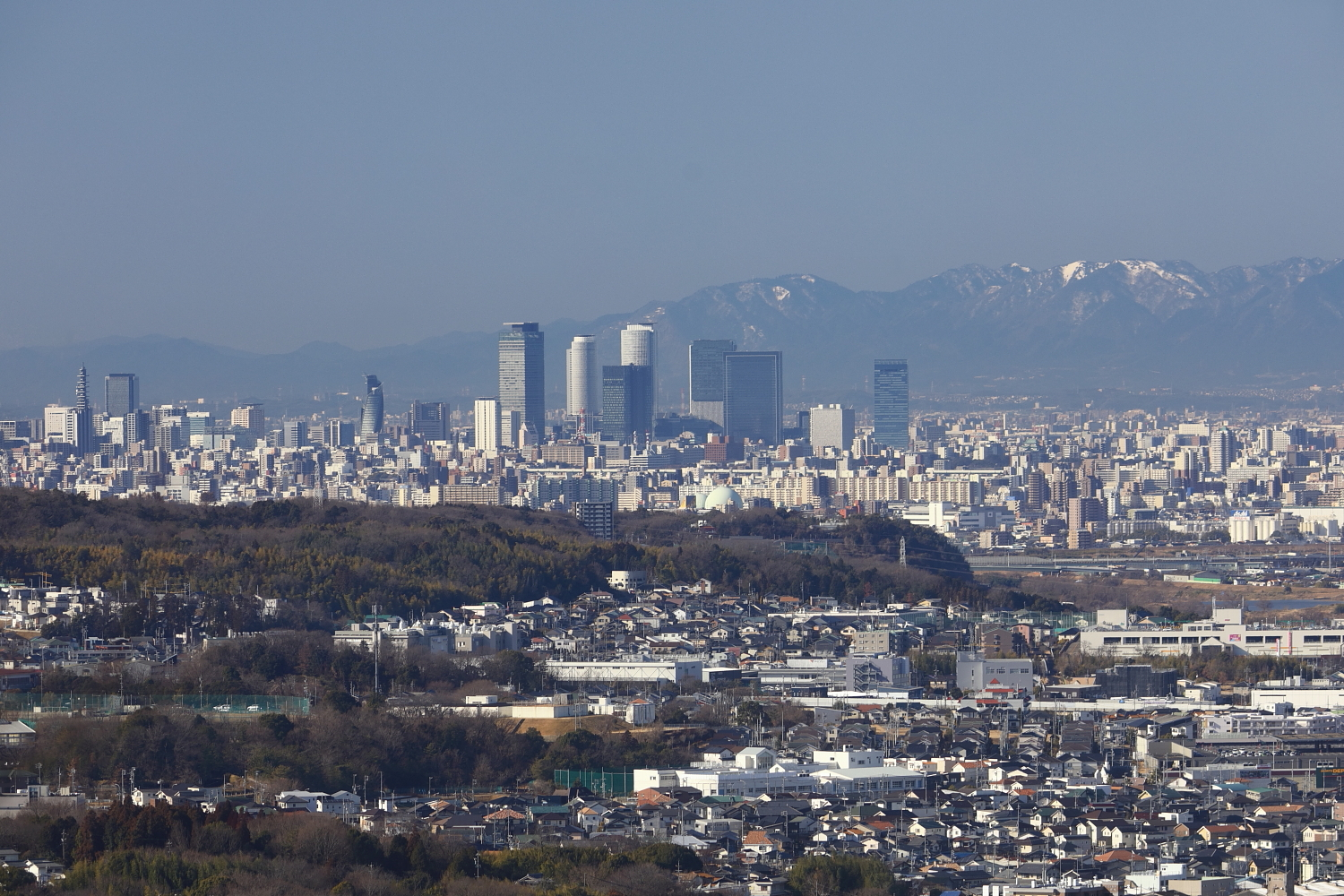
東谷山展望台より名古屋駅方面を望む。 （2022年（令和4年）2月）
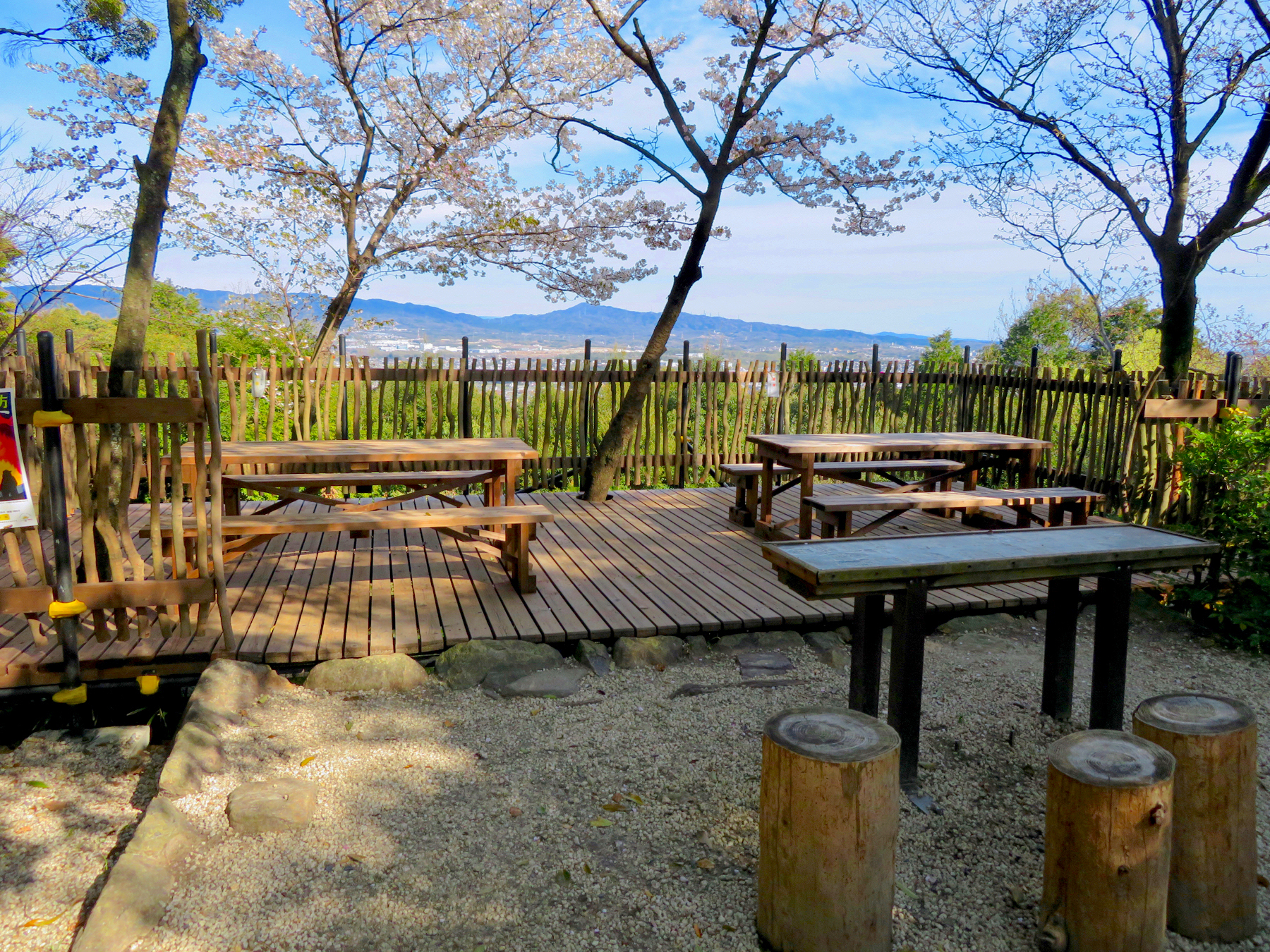
山頂東側にある展望デッキ。 （2019年（平成31年）4月）
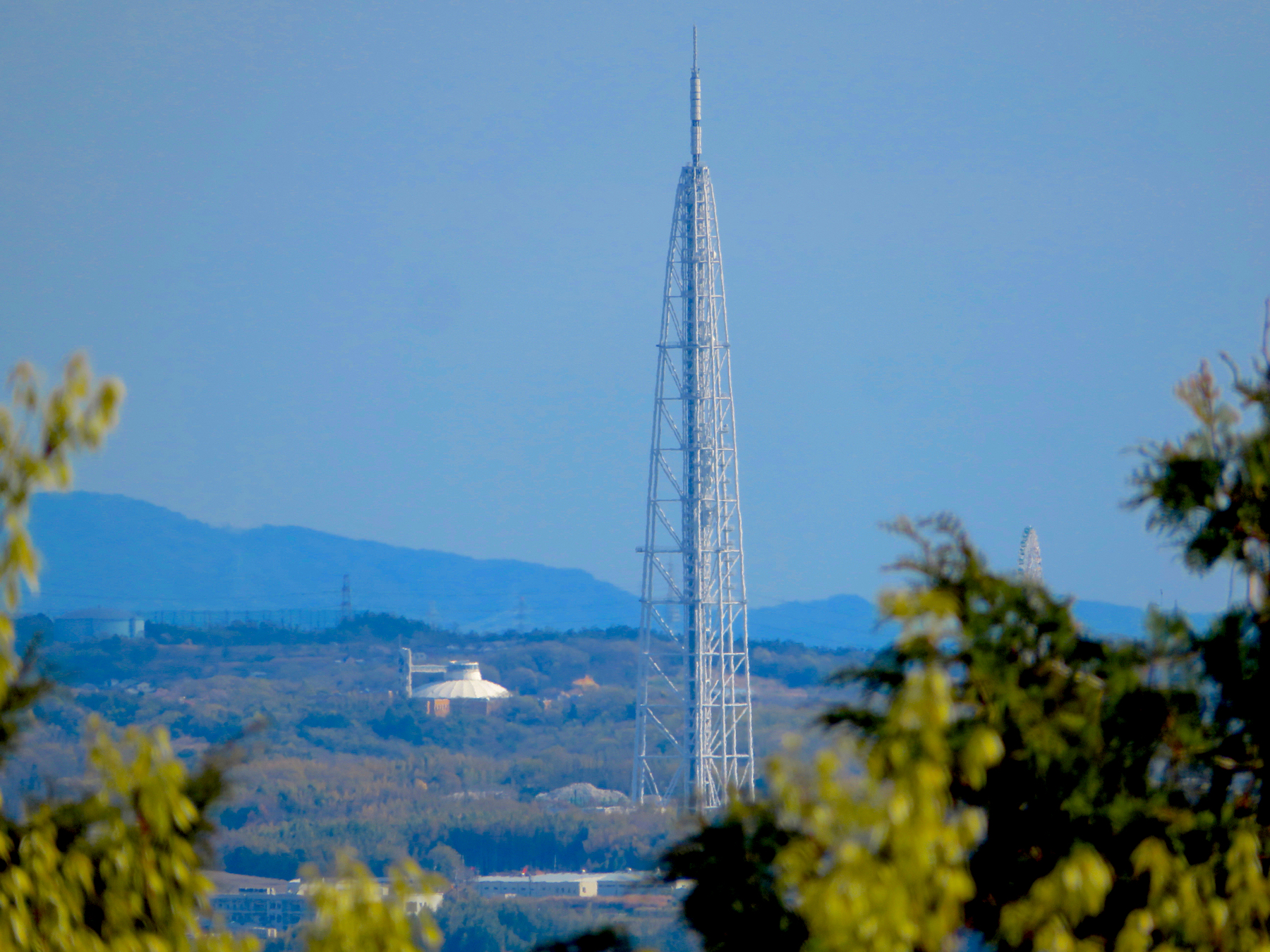
展望デッキから瀬戸デジタルタワーを望む。 （2019年（平成31年）4月）

## 地理

### 周辺の主な山
| 画像 | 名称   | 標高 （m） | 三角点等級 基準点名 | 東谷山からの 方角と距離（km） | 備考                            |
| ---- | ------ | ---------- | ------------------- | ----------------------------- | ------------------------------- |
|      | 小牧山 | 85.86      | 二等 「小牧山」     | 西北西 13.3                   | 小牧城                          |
|      | 本宮山 | 292.84     | 一等 「尾本宮山」   | 北西 11.0                     | 尾張三山 大縣神社               |
|      | 三国山 | 700.98     | 三等 「三国峠」     | 東 6.8                        | 愛知県と岐阜県との県境          |
|      | 東谷山 | 198.29     | 二等 「上志段見村」 | 0                             | 尾張戸神社 東谷山フルーツパーク |
|      | 猿投山 | 628.92     | 一等 「猿投山」     | 東南東 11.8                   | 東海自然歩道 猿投グリーンロード |

### 源流の河川
庄内川が北側を流れ、その支流の源流の山であり、伊勢湾へ流れる。
愛知用水のトンネルが東山腹を貫く。
大久手池、大村池、大広見池などの多数の溜池が周辺にある。

## 関連書籍
- 日本山岳会東海支部『改訂版 愛知県の山』山と溪谷社〈新・分県登山ガイド 改訂版〉、2010年2月22日。ISBN 978-4635023726。
- あつた勤労者山岳会 編『新・こんなに楽しい愛知の130山』風媒社、2003年12月。ISBN 4833101076。